# Distrito electoral local 15 de Hidalgo
El Distrito electoral local 15 de Hidalgo es uno de los dieciocho distritos electorales Locales del estado de Hidalgo para la elección de diputados locales. Su cabecera es la ciudad de Tepeji del Río de Ocampo.

## Historia

### Tepeji como cabecera distrital

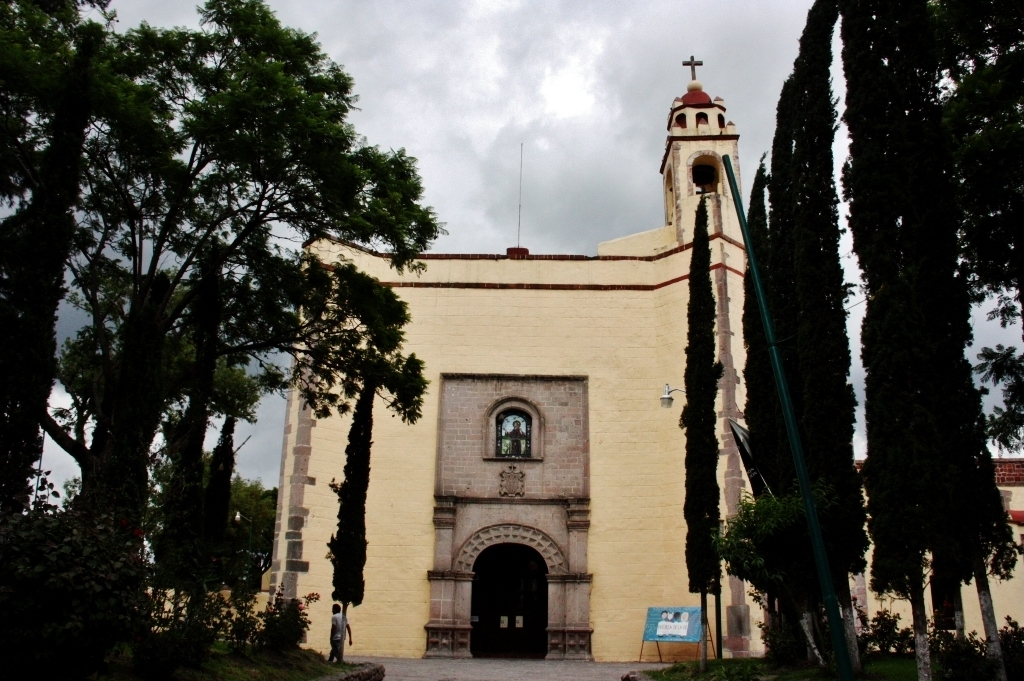
Tepeji del Río de Ocampo sede del Consejo distrital.

De 1869 a 1996 Tepeji no era cabecera municipal. Para el periodo de 1996 a 2016 con dieciocho distritos existentes Tepeji fue el V Distrito.
El 3 de septiembre de 2015 el Consejo General del Instituto Nacional Electoral (INE) aprobó los distritos electorales uninominales locales y sus respectivas cabeceras distritales de Hidalgo, que entraron en vigor para las elecciones estatales de Hidalgo en 2016. En el año 2023, se aprobó una nueva demarcación territorial, quedando Tepeji como cabecera distrital.

## Demarcación territorial
Este distrito está integrado por un total de dos municipios, que son los siguientes:
- Atotonilco de Tula, integrado por 18 secciones electorales.
- Tepeji del Río de Ocampo, integrado por 33 secciones electorales.

## Diputados por el distrito
- LXIII Legislatura
  - Araceli Velázquez Ramírez, PANAL (2016-2018).[9][10]
- LXIV Legislatura
  - Noemí Zitle Rivas, MORENA (2018-2021).[11][12]
- LXV Legislatura
  - Tania Valdez Cuellar, PT (2021-2024).[13]